# Andrea Andreani

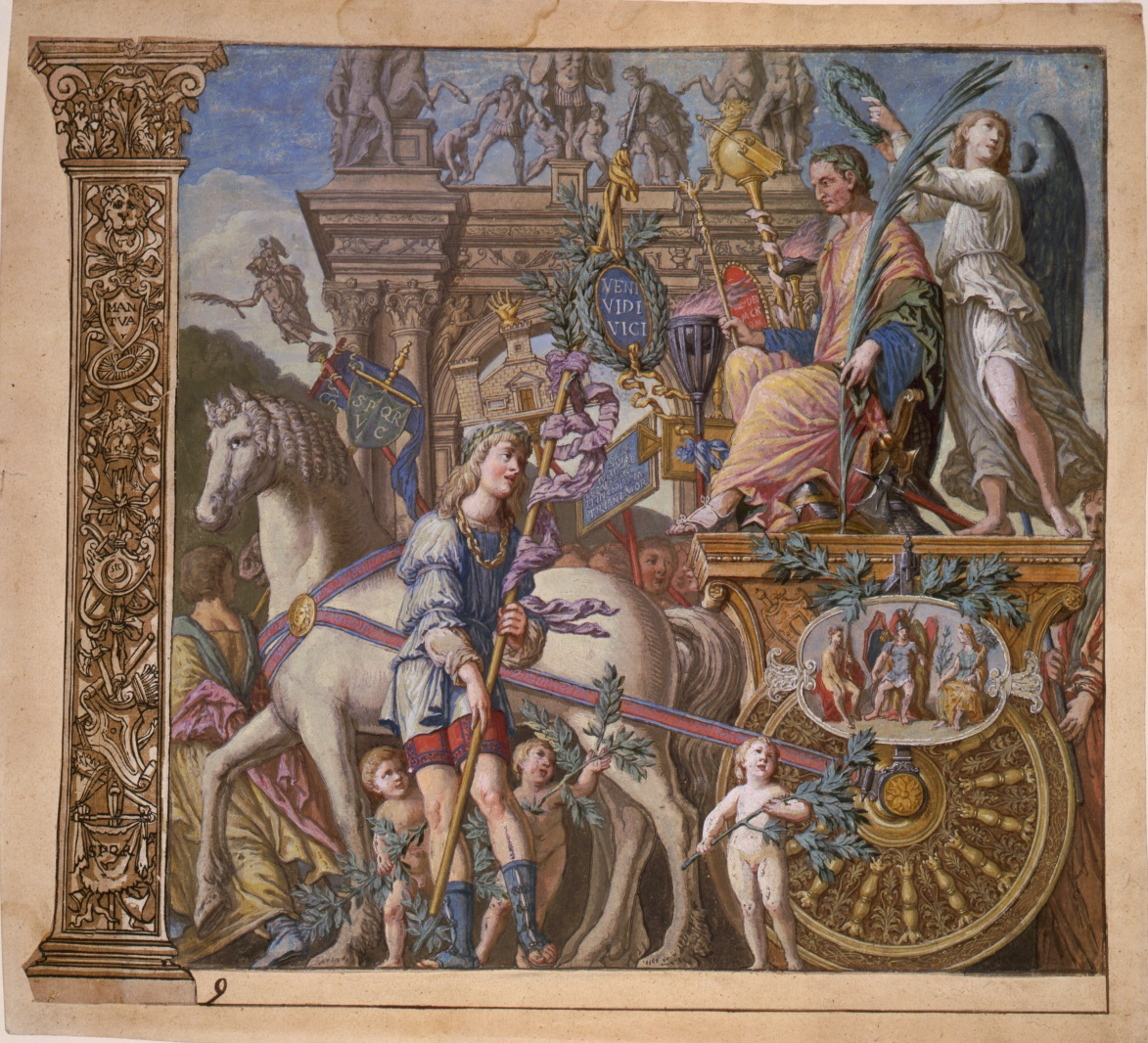
Andrea Andreani, Trionfi di Cesare

Andrea Andreani (Mantova, 1558-59 – Mantova, 1629) è stato un incisore italiano.

## Biografia
Fu tra i primi xilografi ad utilizzare la tecnica del chiaroscuro, servendosi di più colori. Eseguì sia opere d'invenzione che, soprattutto nell'ultima fase di produzione, ristampe da altri autori di chiaroscuro apponendovi il proprio monogramma.
Gli artisti più celebri dai quali trasse i suoi soggetti furono Andrea Mantegna, Domenico Beccafumi, Giambologna e Tiziano. La più notevole fra sue opere è la serie dei Trionfi di Cesare  del Mantegna. Fu attivo a Firenze, a Siena e nella città natale di Mantova.